# Michael Andretti's Indy Car Challenge
Michael Andretti's Indy Car Challenge (マイケル・アンドレッティ インディーカーチャレンジ?) es un videojuego de carreras patrocinado por Michael Andretti. Fue lanzado exclusivamente para SNES en Norteamérica y Japón.

## Jugabilidad
El juego presenta acción de Champ Car (ahora llamado IndyCar). Hay muchos modos de juego que incluyen carrera única,  temporada, y la opción de desactivar el sonido y/o la música. El modo de temporada consta de 16 pistas. Uno o dos jugadores pueden unirse a la acción.
Antes de cada carrera, el jugador tiene la opción de ajustar la presión de los neumáticos, la fuerza aerodinámica y la relación de transmisión. Una mayor presión de los neumáticos reduce el agarre en la carretera pero aumenta la aceleración y la velocidad máxima. Una mayor fuerza hacia abajo hace lo contrario. Una relación de transmisión más alta aumenta la velocidad máxima pero reduce la aceleración.
Cada pista presenta sus propias pistas en una sección llamada "Consejos de Michael". El juego se basa aproximadamente en la temporada de la Serie Mundial CART de 1994 (temporada de IndyCar de 1994) y el punto de vista es desde una perspectiva en tercera persona.

## Recepción
En su reseña, GamePro describió el juego como un diseño sólido, con una excelente sensación de velocidad, una recreación meticulosa de pistas de carreras de la vida real y una impresionante función de repetición con múltiples vistas de cámara. Sin embargo, opinaron que la incapacidad de hacer que otros autos choquen deja el juego sin drama. Los dos críticos deportivos de Electronic Gaming Monthly le dieron puntuaciones de 91% y 82%, elogiando los gráficos, los sonidos y la jugabilidad.